# NGC 6780
NGC 6780 é uma galáxia espiral barrada (SBc) localizada na direcção da constelação de Telescopium. Possui uma declinação de -55° 46' 33" e uma ascensão recta de 19 horas, 22 minutos e 50,8 segundos.
A galáxia NGC 6780 foi descoberta em 9 de Junho de 1836 por John Herschel.